# オセアニア柔道選手権大会
オセアニア柔道選手権大会はオセアニア柔道連盟（Oceania Judo Union）が主催する柔道の大会。

## 概要
1965年にニュージーランドのオークランドで初開催されて現在に至る。2009年から2012年まで今大会だけは他の大陸選手権の半分以下のポイントしか獲得できなかったが、2013年からは同じポイントを獲得できるようになった。2019年からはアジア選手権とオセアニア選手権が統合されて、新たに｢アジアパシフィック柔道選手権大会｣という名称で開催されることになった。2021年からはアジア・オセアニア柔道選手権大会に名称変更となった。2022年からはパンアメリカン地域に加わったため、パンアメリカン・オセアニア選手権大会という名称に変更された。

## 歴代開催地一覧
| 年   | 開催都市           | 開催国               |
| ---- | ------------------ | -------------------- |
| 1965 | オークランド       | ニュージーランド     |
| 1966 | シドニー           | オーストラリア       |
| 1970 | ニューカレドニア   | ニューカレドニア     |
| 1975 | クライストチャーチ | ニュージーランド     |
| 1977 | メルボルン         | オーストラリア       |
| 1979 | ロトルア           | ニュージーランド     |
| 1981 | スヴァ             | フィジー             |
| 1983 | ヌメア             | ニューカレドニア     |
| 1985 | オークランド       | ニュージーランド     |
| 1988 | シドニー           | オーストラリア       |
| 1992 | ウェリントン       | ニュージーランド     |
| 1994 | シドニー           | オーストラリア       |
| 1996 | ウェリントン       | ニュージーランド     |
| 1998 | アピア             | サモア               |
| 2000 | シドニー           | オーストラリア       |
| 2002 | ウェリントン       | ニュージーランド     |
| 2004 | ヌメア             | ニューカレドニア     |
| 2006 | パペーテ           | フランス領ポリネシア |
| 2008 | クライストチャーチ | ニュージーランド     |
| 2010 | キャンベラ         | オーストラリア       |
| 2011 | タヒチ             | フランス領ポリネシア |
| 2012 | ケアンズ           | オーストラリア       |
| 2013 | ケアンズ           | オーストラリア       |
| 2014 | オークランド       | ニュージーランド     |
| 2015 | パイタ             | ニューカレドニア     |
| 2016 | キャンベラ         | オーストラリア       |
| 2017 | ヌクアロファ       | トンガ               |
| 2018 | ヌメア             | ニューカレドニア     |